# Трейсі (циклон)
Циклон Трейсі (англ. Cyclone Tracy) — тропічний циклон, що зруйнував місто Дарвін, Австралія, у ніч на Різдво 1974 року. Це найкомпактніший циклон подібної сили в Австралійському басейні за всю історію спостережень — максимальний радіус вітрів 8-бальної сили становив лише 48 км. Він залишався найкомпактнішим у світі до 2008 року, коли на Атлантичному океані утворився тропічний шторм Марко з максимальним радіусом вітрів 8-бальної сили лише 19 км.
Циклон Трейсі сформувався над Арафурським морем 21 грудня та почав рухатися на південь. До виходу на суходіл від набув 4 категорії за австралійською шкалою сили циклонів (3 категорія за шкалою Саффіра—Сімпсона.
Циклон привів до загибелі 71 людини та спричинив збитків на 837 млн доларів США, повністю зруйнувавши 70% будівель у місті Дарвін, у тому числі 80% житлових будинків, і залишивши без даху над головою 41 тис. з його 47 тис. мешканців. Більшу частину населення міста було евакуйовано до інших міст Австралії. Лише невелика кількість потім повернулася назад, попри те, що місто було відбудовано[джерело?].

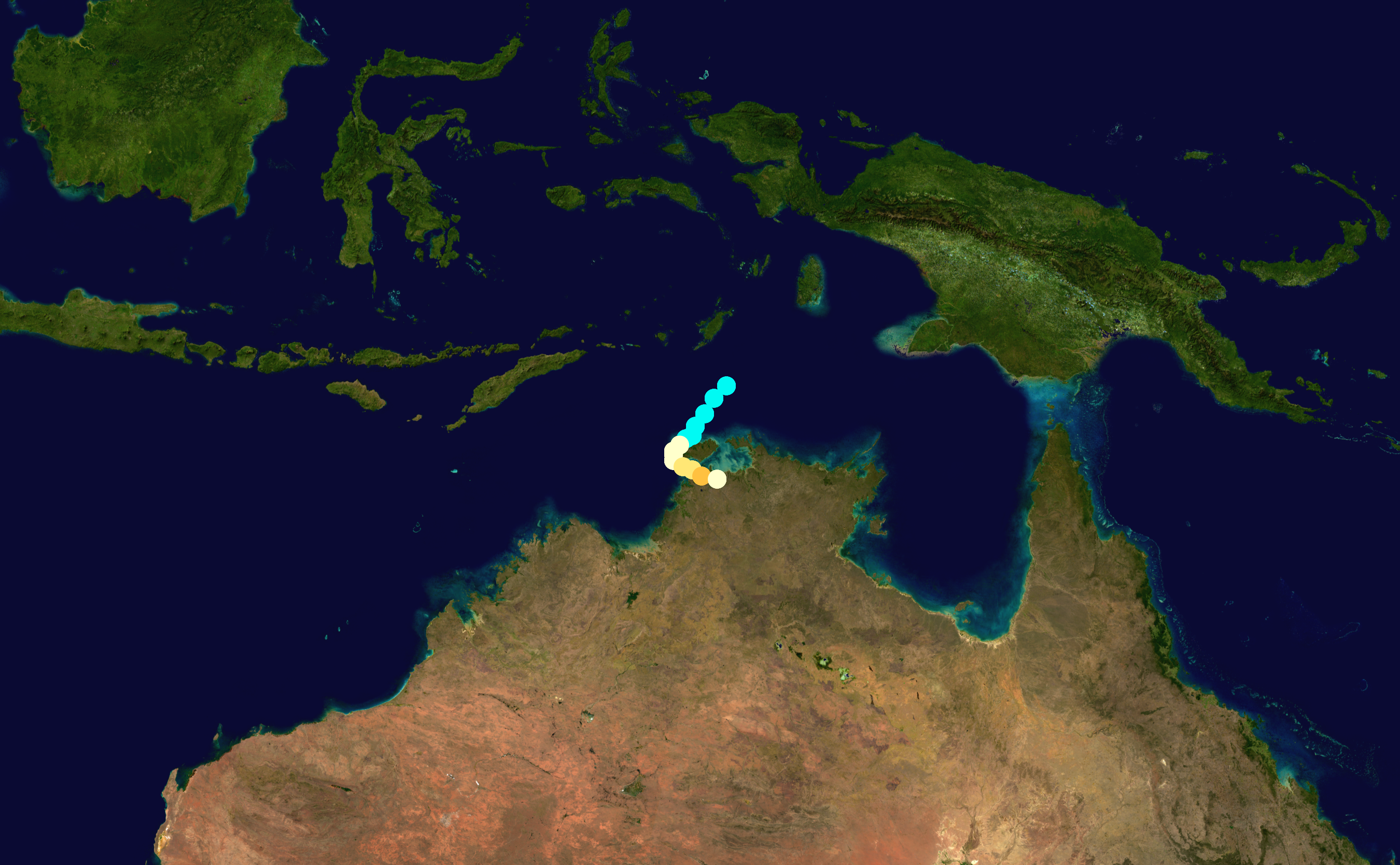
Траєкторія циклону Трейсі. Колір — за шкалою ураганів Саффіра — Сімпсона